# Aleksander Młodzianowski
Aleksander Młodzianowski herbu Dąbrowa – cześnik przasnyski w 1778 roku, sędzia grodzki ciechanowski w 1773 roku, wojski mniejszy ciechanowski w 1770 roku, miecznik ciechanowski w 1760 roku, komornik graniczny ciechanowski w 1778 roku.
Poseł na sejm 1778 roku z ziemi ciechanowskiej.